# Lomben (Överkalix socken, Norrbotten, 738552-178694)
Lomben är en sjö i Överkalix kommun i Norrbotten och ingår i Kalixälvens huvudavrinningsområde. Sjön har en area på 0,145 kvadratkilometer och ligger 106,9 meter över havet.

## Delavrinningsområde
Lomben ingår i det delavrinningsområde (738688-178306) som SMHI kallar för Mynnar i Marsjärv. Medelhöjden är 209 meter över havet och ytan är 25,96 kvadratkilometer. Det finns inga avrinningsområden uppströms utan avrinningsområdet är högsta punkten. Kvarnån som avvattnar avrinningsområdet har biflödesordning 7, vilket innebär att vattnet flödar genom totalt 7 vattendrag innan det når havet efter 142 kilometer. Avrinningsområdet består mestadels av skog (82 procent) och sankmarker (13 procent). Avrinningsområdet har 0,14 kvadratkilometer vattenytor vilket ger det en sjöprocent på 0,6 procent.